# Попенко, Яков Ильич
Яков Ильич Попенко (1897, Богородское, Сальский округ, Область Войска Донского, Российская империя — 1978, Элиста, Калмыцкая АССР, РСФСР, СССР) — чабан, Герой Социалистического Труда (1949 год).

## Биография
Родился в 1897 году в селе Богородское, Сальского округа, Область Войска Донского (сегодня — Ремонтненский район Ростовской области). Работал чабаном в колхозе имени Сталина (с 1961 года — колхоз имени XXII партсъезда) Целинного района с момента его основания. За достигнутые успехи в развитии животноводства был удостоен в 1949 году звания Героя Социалистического Труда.
Участвовал во Всесоюзной выставке ВДНХ в 1955 и 1956 годах. За высокий настриг шерсти в среднем по 6,5 килограммов с каждой овцы получил в 1955 году на выставке ВДНХ Золотую медаль. В 1956 году получил серебряную медаль ВДНХ за выращивание 130 ягнят с каждой сотни овцематок.

## Память
- В Элисте на Аллее героев установлен барельеф Якова Попенко.

## Награды
- Герой Социалистического Труда — указом Президиума Верховного Совета СССР от 10 июня 1949 года;
- Орден Ленина (1949).
- Золотая и серебряная медали ВДНХ.